# Dolná Ves
Dolná Ves (in ungherese Sváb, in tedesco Schwabendorf) è un comune della Slovacchia facente parte del distretto di Žiar nad Hronom, nella regione di Banská Bystrica.